# Ladislav Grabovský
Ladislav Grabovský (26. května 1932 – 10. června 1972) byl československý hokejový útočník.

## Hráčská kariéra
Největší úspěch zaznamenal v sezóně 1957/1958, kdy jeho tým TJ VŽKG Ostrava díky lepšímu skóre obsadil třetí příčku.
Jako reprezentant se zúčastnil MS 1957 v Moskvě, kde získal bronzovou medaili.
V reprezentačním dresu odehrál celkem 9 zápasů a vstřelil 6 gólů.